# Kenneth Yen
Kenneth Yen (chinês: 嚴凱泰, pinyin: Yán Kǎitài; Taipé, 23 de maio de 1965 – Taipé, 3 de dezembro de 2018) foi um empreendedor taiwanês que foi listado como uma das pessoas mais ricas do mundo. Yen nasceu em Taipé, Taiwan para Yen Ching-ling e Vivian Shun-wen Wu. Frequentou a escola secundária de Tsai-Hsing no distrito de Muzha em Taipé e mais tarde foi para o internato na escola de Pennington. Frequentou Universidade Rider no Estados Unidos, onde estudou administração de empresas. Também recebeu um diploma honorário de negócios da Universidade de St. John. Em 1986, retornou a Taiwan para liderar a China Motor Corporation e Yulon, o negócio de sua família. Yen foi oficialmente nomeado presidente da Yulon em agosto de 2007. De acordo com a revista Forbes, tinha um patrimônio estimado em US$ 1,05 bilhão.

## Vida pessoal
Yen teve uma filha, Michelle, com a esposa Chen Li-lien. Morreu de câncer esofágico em Taipei Veterans General Hospital em 3 de dezembro de 2018.